# Ashley Olsen
Pour les articles homonymes, voir Olsen.
Ashley Olsen est une créatrice de mode et actrice américaine, née le 13 juin 1986 à Sherman Oaks, en Californie. 
Son nom est associé à celui de sa sœur jumelle Mary-Kate Olsen, avec qui elle a tourné dans de nombreux films et séries télévisées lorsqu'elles étaient enfants et adolescentes. En début d'année 2012, les sœurs Olsen annoncent leur départ d'Hollywood pour se consacrer pleinement à leur société de mode The Row (en). Elles sont membres du conseil des créateurs de mode américains. 

## Biographie

### Enfance
Née en Californie en 1986, Ashley Fuller Olsen est née deux minutes avant sa sœur jumelle monozygote Mary-Kate. Elles sont les filles de Jarnette Fuller "Jarnie" Jones (née le 22 février 1954), manager personnel de profession d'ascendance française, allemande et italienne, et de David Brian "Dave" Olsen (né le 15 novembre 1953), un promoteur immobilier d'ascendance norvégienne. Elles ont un frère aîné, James Trent Olsen (né le 6 mai 1984), et une sœur cadette, Elizabeth Chase Olsen (née le 16 février 1989). Leurs parents divorcent en 1995, après plus de dix-huit ans de mariage. 
En début d'année 1996, leur père se remarie à son ancienne assistante, Martha Taylor Mackenzie (née le 10 juillet 1959) - avec qui il a deux enfants : Courtney Taylor Olsen (née le 10 mai 1997), et Jacob "Jake" Olsen (né en 1998). Le couple divorce en 2014 après plus de dix-huit ans de mariage.
En 2004, les jumelles Olsen ressortent diplômées du lycée Campbell Hall School (en) de Los Angeles, puis intègrent l'université de New York afin d'étudier à la Gallatin School of Individualized Study. Cependant, l'année suivante, elles arrêtent leurs études et retournent vivre à Los Angeles.

### Carrière
En 1987, alors âgées de seulement neuf mois, Mary-Kate et Ashley obtiennent le rôle de Michelle Tanner (en) dans la sitcom La Fête à la maison. Afin de se conformer aux lois sur le travail des enfants, qui fixent des limites strictes sur la durée de travail maximum d'un enfant acteur, les sœurs jouent chacune à leur tour ce personnage jusqu'en 1995, année où la série s'achève. 
En 1993, alors qu'elles sont seulement âgées de sept ans, elles fondent leur propre société de production Dualstar (en) avec leur père Dave Olsen, et produisent leurs films et sitcoms. Elles enchaînent alors les rôles : Aventures à Paris (1999), Tel père, telles filles (1999), Liées par le secret (2000), Destination Londres (2001), Vacances sous les tropiques (2001) ou encore Totalement jumelles (2001-2002) qui connaissent un véritable succès marketing. 
Durant les années 1990 et 2000, les jumelles sont les idoles des jeunes. Elles ont de nombreux produits marketing à leur effigie : vêtements, livres, parfums, magazines, posters, poupées etc. En 2004, peu après leur 18ème anniversaire, elles deviennent les présidentes de leur société Dualstar (en) et jouent dans leur dernier film ensemble Une journée à New York.

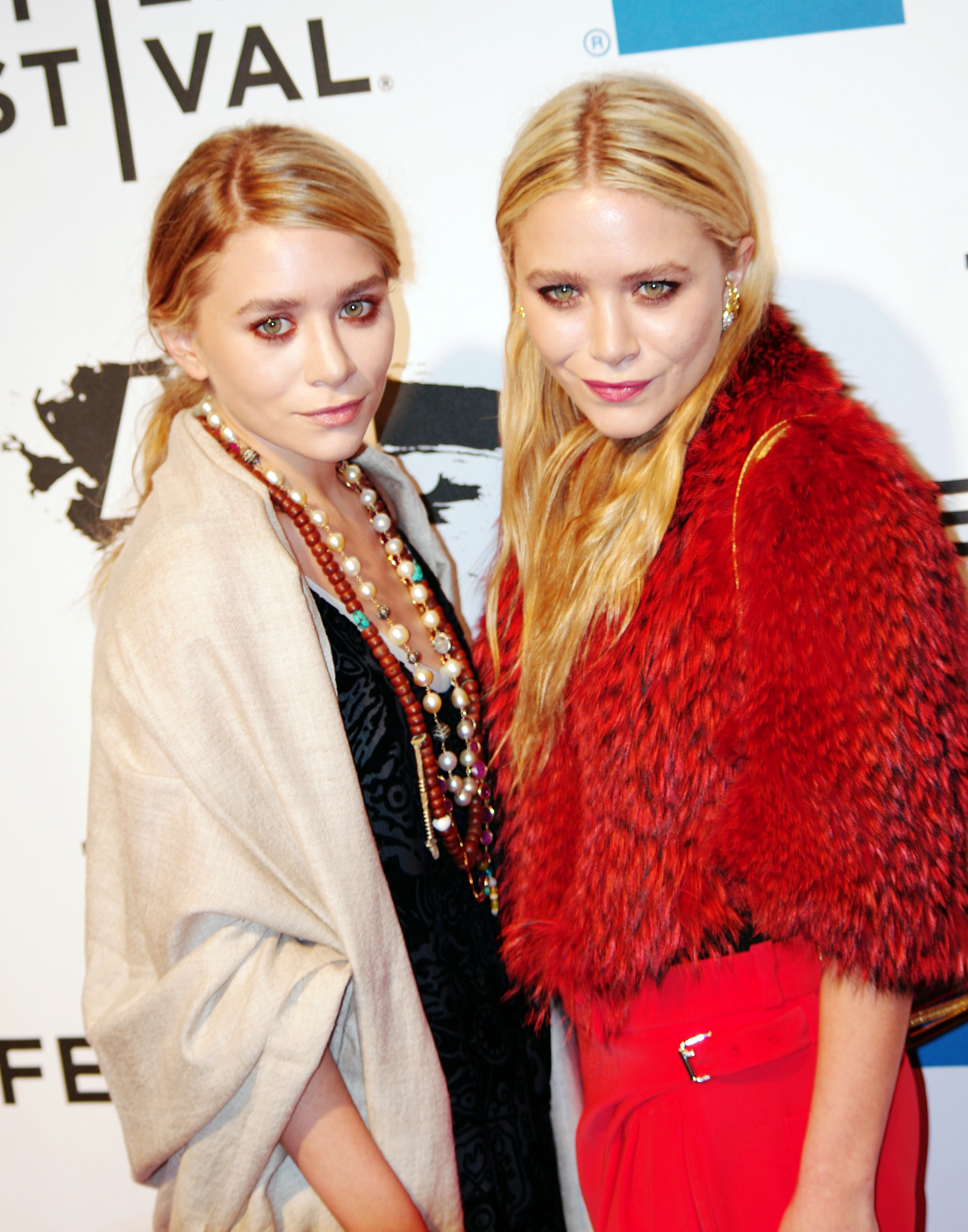
Mary-Kate et Ashley Olsen en 2011.

Tandis que Mary-Kate poursuit sa carrière d'actrice, Ashley se lance en 2005 dans un projet mode personnel : créer le tee-shirt parfait. Elle teste alors plusieurs motifs sur plusieurs femmes ayant différentes morphologies et âges pour essayer de trouver « des points communs dans la forme ». En 2006, les jumelles Olsen créent une collection capsule de sept pièces qui inclut le tee-shirt parfait, une paire de legging en satin de coton et une robe en cachemire. Le magasin Barneys New York achète leur collection qui s'élargit rapidement, et qui comprend du prêt-à-porter, des sacs à main, des lunettes de soleil et des paires de chaussures ; c'est ainsi qu'elles créent leur société de mode The Row (en). Voulant gagner en crédibilité dans l'industrie de la mode après leur association avec Walmart, les sœurs deviennent les visages de la marque de haute-couture Badgley Mischka (en) cette même année.
En 2007, à seulement 21 ans, les jumelles sont classées à la onzième place par le magazine Forbes dans le classement des femmes les plus riches du monde, possédant une fortune qui s'élève à 100 millions de dollars. Cette même année, elles annoncent vouloir seulement produire des films et ne plus jouer la comédie, puis lancent une ligne de vêtements baptisée "Elizabeth & James". En 2008, elles co-écrivent un livre intitulé Influence, qui contient des entrevues de nombreux stylistes et photographes ayant inspirés les sœurs au fil des années. En 2009, elles produisent leur troisième marque de vêtements : OlsenBoye. En 2011, elles annoncent la sortie d'une nouvelle ligne de T-shirts exclusifs, mise en vente en ligne, Stylemint, par l'entreprise BeachMint.
En mars 2012, elles annoncent officiellement mettre un terme à leur carrière d'actrice pour se concentrer sur leur carrière de créatrices de mode. Quelques mois plus tard, elles reçoivent le Prix des "créateurs de l'année, catégorie mode féminine" par le CFDA, équivalent des Oscars de la mode.
En 2015, John Stamos annonce avoir signé un contrat avec Netflix pour faire un spin-off de La Fête à la maison, vingt ans après l'arrêt de la série. Si tout le casting est partant pour une suite, ce n'est pas le cas des jumelles Olsen qui refusent d'interpréter à nouveau le personnage de Michelle Tanner.  

### Vie privée

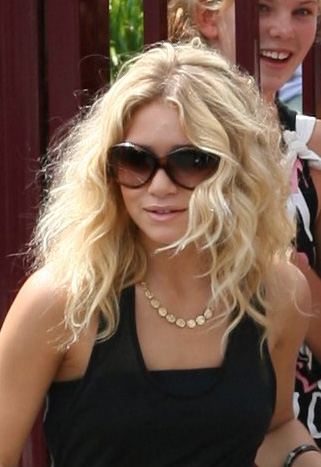
Ashley Olsen en 2006.

De 2001 à 2004, Ashley Olsen est en couple avec Matt Kaplan (né le 14 avril 1984), un producteur américain qu'elle a rencontré au lycée. Elle fréquente ensuite le restaurateur Scott Sartiano (né le 31 octobre 1974) de 2004 à 2005, puis le styliste Greg Chait (né en 1978) de 2005 à 2007. En 2005, elle aurait brièvement fréquenté l'acteur et musicien Jared Leto, puis ils auraient renoué brièvement en 2008 et en 2012. En 2007, elle a une liaison avec le coureur cycliste Lance Armstrong. De 2008 à 2011, elle a une relation médiatisée avec l'acteur Justin Bartha. En 2012, elle aurait eu une aventure avec l'acteur Johnny Depp, puis elle fréquente l'homme d'affaires millionnaire David Schulte de 2013 à 2014, avant de fréquenter le réalisateur de cinéma Bennett Miller de 2014 à 2015,,. En 2016, elle fréquente brièvement le peintre George Condo, puis elle est en couple avec le collectionneur d'arts Richard Sachs (né le 30 novembre 1958) de 2016 à 2017.
Depuis 2017, elle partage la vie de l'artiste Louis Eisner (né le 31 juillet 1988),. Le couple se marie en secret le 28 décembre 2022 à Bel Air (Los Angeles). Le 14 août 2023, TMZ révèle qu'Ashley Olsen a accouché de son premier enfant, un garçon prénommé Otto Eisner, quelques mois plus tôt à New York.
Elle souffre  de la maladie de Lyme.

## Filmographie
| Année(s)    | Série / Film                            | Rôle                               | Note(s)                                                     |
| ----------- | --------------------------------------- | ---------------------------------- | ----------------------------------------------------------- |
| 1987 - 1995 | La Fête à la maison                     | Michelle Tanner                    | Sitcom (rôle partagé avec sa sœur Mary-Kate) Rôle principal |
| 1992        | Cooper et nous                          | Michelle Tanner                    | Sitcom (rôle partagé avec sa sœur Mary-Kate) 1 épisode      |
| 1992        | Sarah et Julie n'en font qu'à leur tête | Julie Thompson                     | Téléfilm                                                    |
| 1993        | Our First Video                         | Elle-même                          | DVD                                                         |
| 1993        | Doubles jumelles, doubles problèmes     | Lynn Farmer / Tante Agatha, enfant | Téléfilm                                                    |
| 1994        | Deux Jumelles dans l'Ouest              | Suzy Martin                        | Téléfilm                                                    |
| 1994        | Les Chenapans                           | Jumelle n°2                        | Film Figuration                                             |
| 1994 - 1997 | Les Aventures de Mary-Kate et Ashley    | Elle-même                          | Série de 11 épisodes                                        |
| 1995        | Papa, j'ai une maman pour toi           | Alyssa Callaway                    | Film                                                        |
| 1995 - 2000 | Les jumelles font la fête               | Elle-même                          | Série de 10 épisodes                                        |
| 1997        | Sister, Sister                          | Elle-même                          | Série Saison 4, épisode 21                                  |
| 1997        | Our Music Video                         | Elle-même                          | DVD                                                         |
| 1998        | Recherche maman désespérément           | Emily Tyler                        | Téléfilm                                                    |
| 1998        | La Force du destin                      | Elle-même                          | épisode du 29 octobre 1998                                  |
| 1998 - 1999 | Les jumelles s'en mêlent                | Ashley Burke                       | Sitcom                                                      |
| 1999        | Aventures à Paris                       | Allyson "Ally" Porter              | Téléfilm                                                    |
| 1999        | Tel père, telles filles                 | Emma Stanton                       | Téléfilm                                                    |
| 2000        | Sept à la maison                        | Sue Murphy                         | Saison 5, épisode 8                                         |
| 2000        | Liées par le secret                     | Abby Parker                        | Téléfilm                                                    |
| 2001        | Mary-Kate & Ashley's Fashion Forward    | Elle-même                          | DVD                                                         |
| 2001        | Destination Londres                     | Riley Lawrence                     | Téléfilm                                                    |
| 2001        | Vacances sous les tropiques             | Alex Stewart                       | Téléfilm                                                    |
| 2001 - 2002 | Totalement jumelles                     | Chloe Carlson                      | Sitcom                                                      |
| 2001 - 2002 | Mary-Kate et Ashley                     | Elle-même                          | Série d'animation Doublage                                  |
| 2002        | Route et Déroute                        | Taylor Hunter                      | Téléfilm                                                    |
| 2002        | Un été à Rome                           | Leila Hunter                       | Téléfilm                                                    |
| 2003        | Le Défi                                 | Elizabeth "Lizzie" Dalton          | Téléfilm                                                    |
| 2004        | Les Simpson                             | Elle-même                          | Doublage Saison 15, épisode 10                              |
| 2004        | Saturday Night Live                     | Elle-même                          | Co-animatrice avec Mary-Kate                                |
| 2004        | Une journée à New York                  | Jane Ryan                          | Film                                                        |

## Discographie
- Give us a mystery
- You’re Invited to Mary-Kate and Ashley’s Sleepover Party
- You’re Invited to Mary-Kate and Ashley’s Ballet Party
- I am the cute one
- Brother for sale
- You’re Invited to Mary-Kate and Ashley’s Birthday Party
- Cool Yule
- Suffragette City
- You’re invited to Mary-Kate and Ashley’s School Dance party
- You’re invited to Mary-Kate and Ashley’s Fashion Party
- Staying cool

## Publications
- 2008 : Influence  (ISBN 159514210X et 9781595142108) ; un livre d'entretiens avec des designers et des photographes du milieu de la mode

## Lignes de vêtements
- 2000 : Mary-Kate and Ashley: Real fashion for real girls
- 2006 : The Row
- 2007 : Elizabeth and James
- 2009 : Olsenboye
- 2011 : Stylemint

## Distinctions
- Young Artist Awards 1994 : meilleure jeune actrice dans une mini-série, un téléfilm ou un programme spécial pour Doubles jumelles, doubles problèmes
- Kids' Choice Awards 1996 : actrice de film favorite pour Papa, j'ai une maman pour toi
- Kids' Choice Awards 1999 : actrice de télévision favorite pour Les jumelles s'en mêlent
- Étoile sur le Hollywood Walk of Fame, catégorie « Télévision », depuis 2004, au 6801 Hollywood Blvd

## Voix française

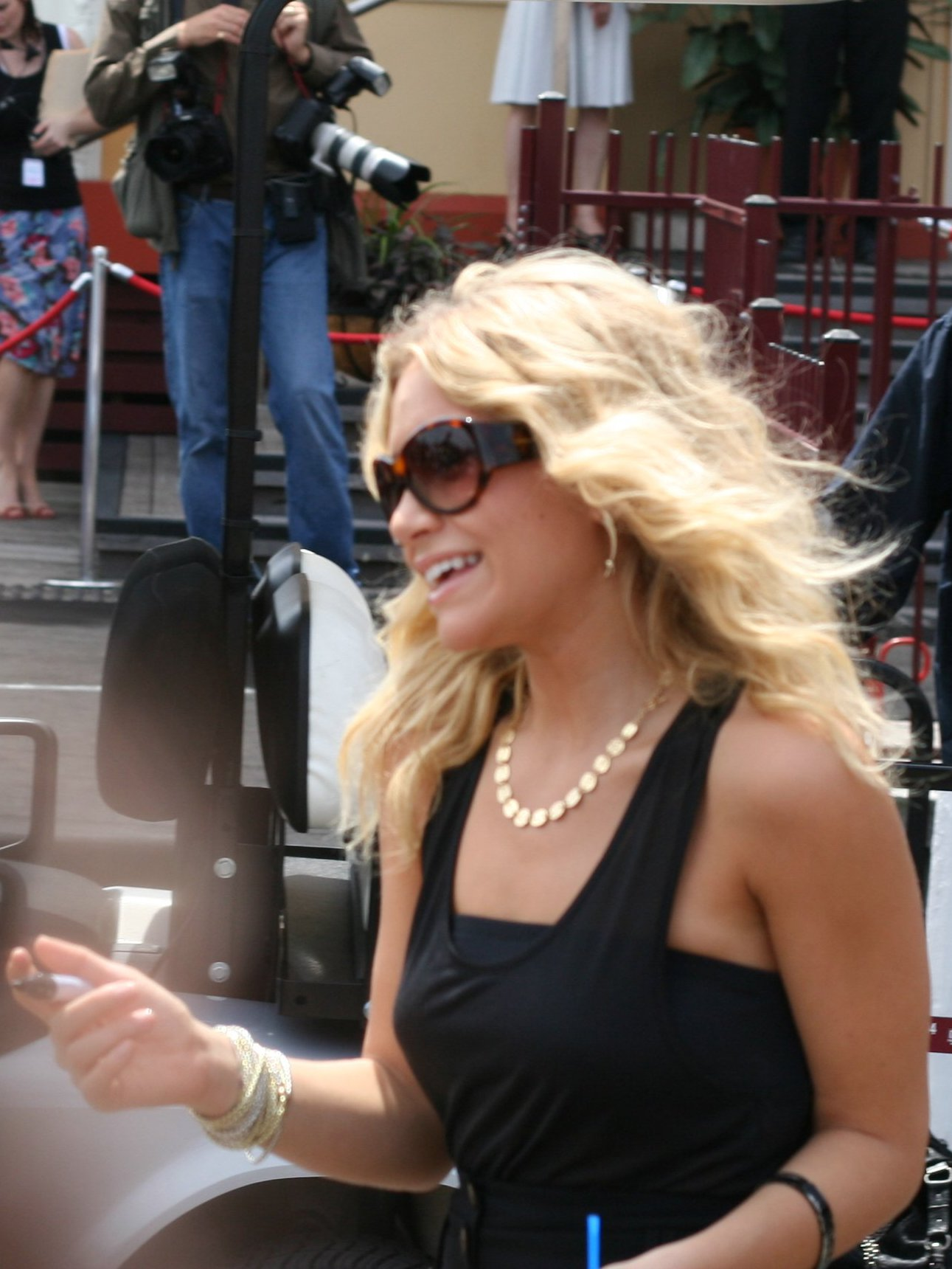
Ashley Olsen à Luna Park, Sydney.

### EnFrance
Les jumelles Olsen sont doublées par Kelly Marot dans Les Chenapans (1994) puis Adeline Chetail dans Papa, j'ai une maman pour toi (1995). Dorothée Pousséo prend le relais à partir de Recherche maman désespérément (1998).

### Au Québec
Sa sœur et elle sont majoritairement doublées par Bianca Gervais,, mais aussi par Kim Jalabert, Émilie Bibeau, Aline Pinsonneault et Claudia-Laurie Corbeil.